# Karel Melchers
Karel Melchers (10. dubna 1842 Domažlice – 3. října 1889 Doubravka) byl rakouský a český politik, v 2. polovině 19. století poslanec Českého zemského sněmu.

## Biografie
Profesí byl právníkem. Působil v obci Bosňany.
V 70. letech 19. století se zapojil i do zemské politiky. V doplňovacích volbách roku 1877 byl zvolen na Český zemský sněm v kurii venkovských obcí (obvod Sušice – Horažďovice). Uvádí se tehdy jako advokát ve Vysokém Mýtě. Poslanecké křeslo obhájil za týž obvod v řádných volbách v roce 1878. Patřil k staročeské straně (Národní strana).